# Permanganat de calci
El permanganat de calci és un compost inorgànic, del grup de les sals, que està constituït per anions permanganat {\displaystyle {\ce {MnO4-}}} i cations calci (2+) {\displaystyle {\ce {Ca^{2+}}}}, la qual fórmula química és {\displaystyle {\ce {Ca(MnO4)2}}}.

## Propietats
El permanganat de calci es presenta com un sòlid cristal·lí de color porpra higroscòpics. La seva densitat és 2,4 g/cm³. És molt soluble en aigua.

## Obtenció
Es pot obtenir precipitant-lo d'una dissolució on es mesclen permanganat de potassi {\displaystyle {\ce {KMnO4}}} i clorur de calci {\displaystyle {\ce {CaCl2}}}:
{\displaystyle {\ce {2KMnO4 + CaCl2 -> Ca(MnO4)2 + 2KCl}}}També a partir de permanganat d'alumini {\displaystyle {\ce {Al(MnO4)3}}} i òxid de calci{\displaystyle {\ce {CaO}}}:
{\displaystyle {\ce {2Al(MnO4)3 + 3CaO -> 3Ca(MnO4)2 + Al2O3}}}

## Aplicacions
S'empra com additiu (amb peròxid d'hidrogen) en alguns propulsors de coets líquids;en la indústria tèxtil; amb fluorur de calci com a aglutinant per a recobriments d'elèctrodes de soldadura; en l'esterilització de l'aigua; en odontologia, com a desinfectant i com a desodoritzant.